# Jakub Jankto
Jakub Jankto (* 19. Januar 1996 in Prag) ist ein tschechischer Fußballspieler, der derzeit beim italienischen Erstligisten Cagliari Calcio unter Vertrag steht. Der Mittelfeldspieler ist seit März 2017 tschechischer Nationalspieler.

## Karriere

### Verein
Jakub Jankto begann seine fußballerische Laufbahn in jungen Jahren beim tschechischen Traditionsverein Slavia Prag. 2014 wechselte er in die Jugendabteilung des italienischen Erstligisten Udinese Calcio gegen eine Gebühr von 700.000 Euro. 2015 wurde er in die Profimannschaft Udineses befördert, jedoch sofort an den Zweitligisten Ascoli Calcio verliehen, wo er Spielpraxis sammeln sollte. Er debütierte am 15. September 2015 beim 1:0-Sieg über Virtus Entella. In einer Saison bei Ascoli wirkte er in 34 Partien mit und konnte dabei fünf Tore erzielen und neun weitere auflegen. Der vielseitige Offensivspieler konnte sich in der darauffolgenden Saison bei Udinese in die Startformation spielen, wo er in 29 Einsätzen fünf Tore und vier Vorlagen sammeln konnte. In der Spielzeit 2017/18 kam Jankto bereits auf 36 Ligaeinsätze, in denen er vier Tore schoss und sechs assistierte.
Am 6. Juli 2018 gab Ligakonkurrent Sampdoria Genua bekannt, Jankto für ein Jahr ausgeliehen zu haben. Die Blucerchiati besitzen außerdem eine Option den Mittelfeldmann nach der Saison fest zu verpflichten. In dieser Spielzeit 2018/19 kam er auf 25 Ligaeinsätze. Am Ende der Saison wurde die Kaufoption in Höhe von 14,5 Millionen Euro gezogen.
Am 28. September 2019 (6. Spieltag) erzielte Jankto bei der 1:3-Heimniederlage gegen Inter Mailand sein erstes Tor für die Blucerchiati.
Zum Beginn der Saison 2021/22 wurde er vom FC Getafe verpflichtet und unterschrieb dort einen Fünfjahresvertrag. In dieser Saison bestritt er 14 von 37 Ligaspiele für Getafe sowie ein Pokalspiel.
Ohne dass er in der neuen Saison ein Spiel für Getafe bestritten hatte, wurde er Mitte August 2022 für die Saison 2022/23 mit anschließender Kaufoption an den tschechischen Verein Sparta Prag ausgeliehen. Im April 2023 wurde Jankto vom tschechischen Rekordmeister bis auf weiteres freigestellt, nachdem er bei einer Verkehrskontrolle einen Drogentest verweigert hatte.
Im Juli 2023 wechselte er zum italienischen Erstligisten Cagliari Calcio.

### Nationalmannschaft
Jakub Jankto durchlief diverse Jugendauswahlen Tschechiens. In der A-Mannschaft debütierte er am 22. März 2017 im Freundschaftsspiel gegen Litauen. Beim 3:0-Sieg konnte Jankto außerdem auch sein erstes Tor für sein Land erzielen.
Bei der infolge der COVID-19-Pandemie erst 2021 ausgetragenen Europameisterschaft 2020 stand er im tschechischen Aufgebot, das im Viertelfinale gegen Dänemark ausschied.

## Privates
Am 13. Februar 2023 machte Jankto mit einem Video auf seinem Twitter-Profil seine Homosexualität öffentlich. Er war bis 2021 mit dem Model Markéta Ottomanská verheiratet, mit der er einen 2019 geborenen Sohn hat.